# Mammillaria sphacelata
Mammillaria sphacelata är en kaktusväxtart som beskrevs av Carl Friedrich Philipp von Martius. Mammillaria sphacelata ingår i släktet Mammillaria och familjen kaktusväxter.

## Underarter
Arten delas in i följande underarter:
- M. s. sphacelata
- M. s. viperina

## Bildgalleri

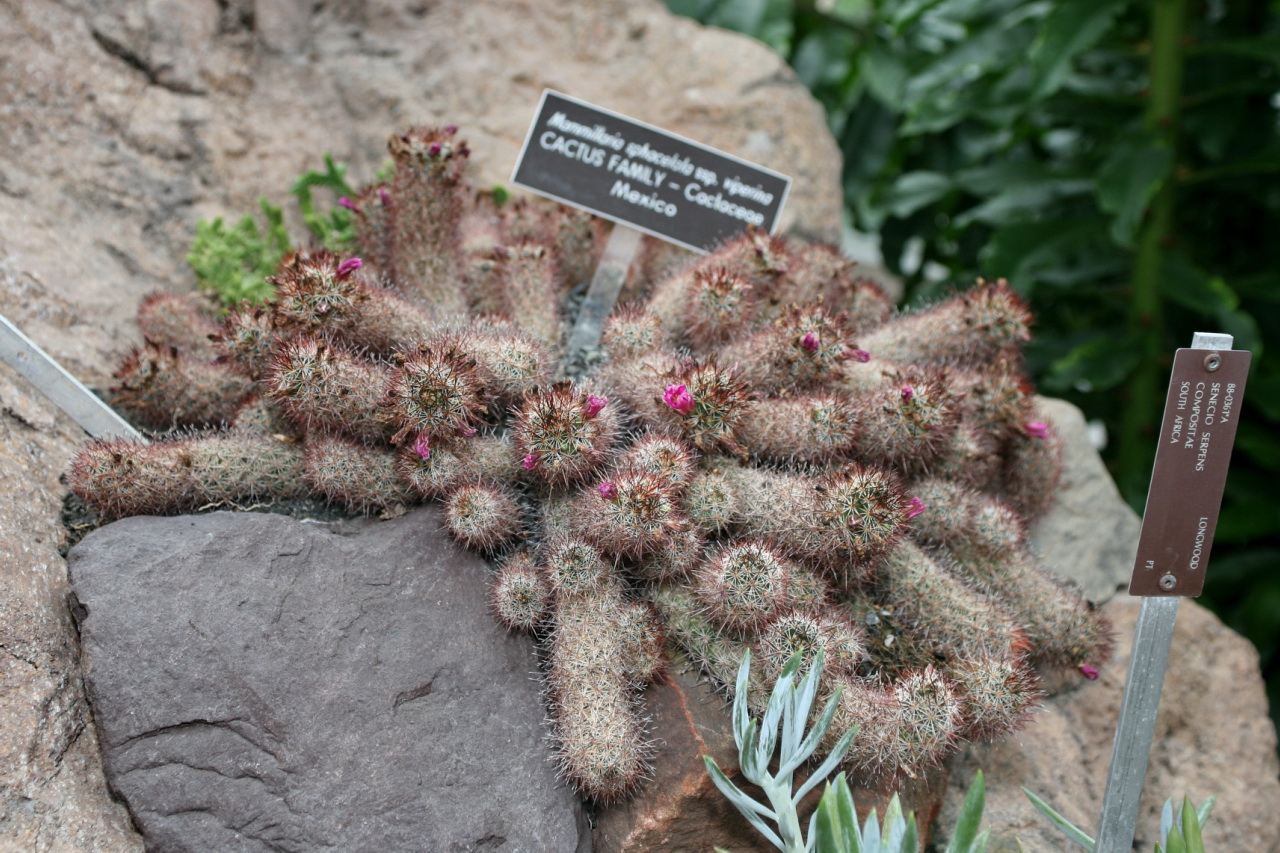
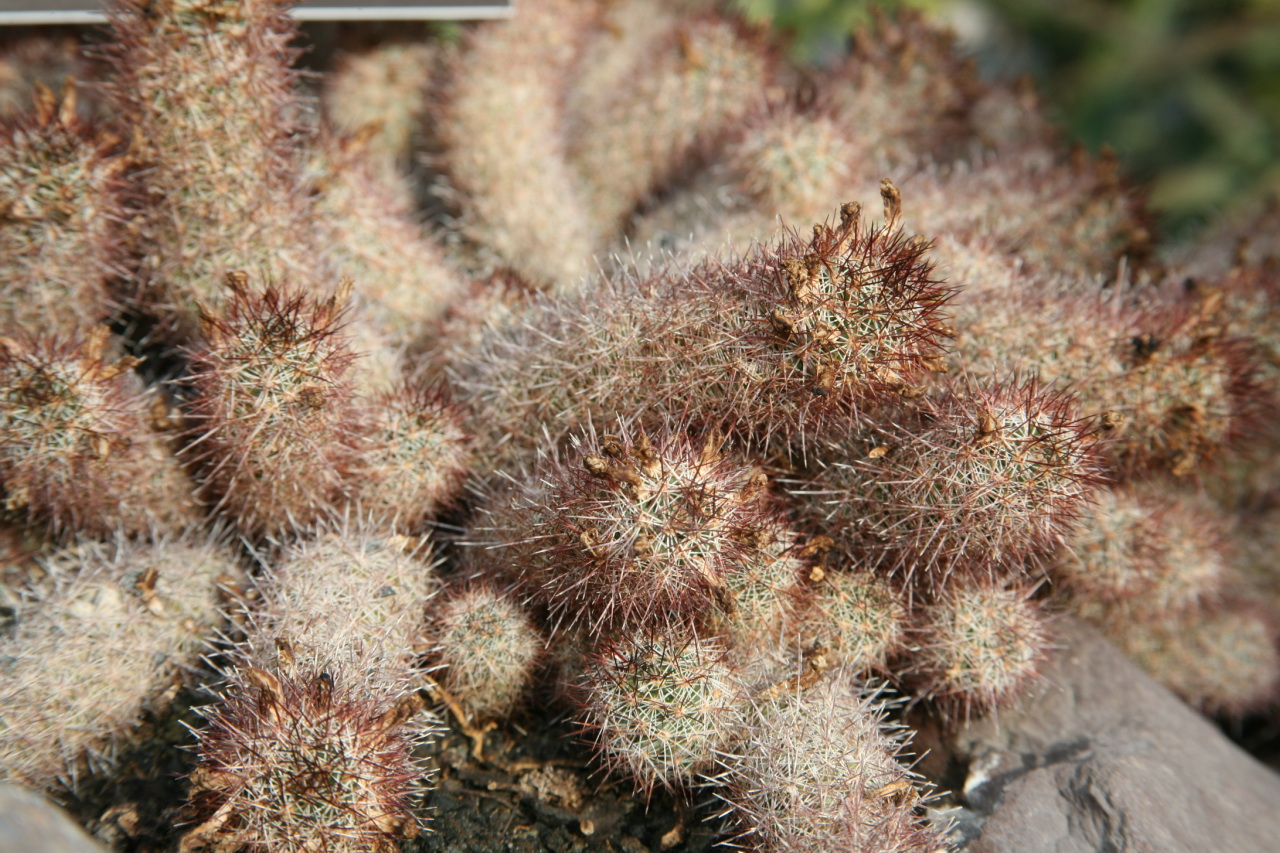
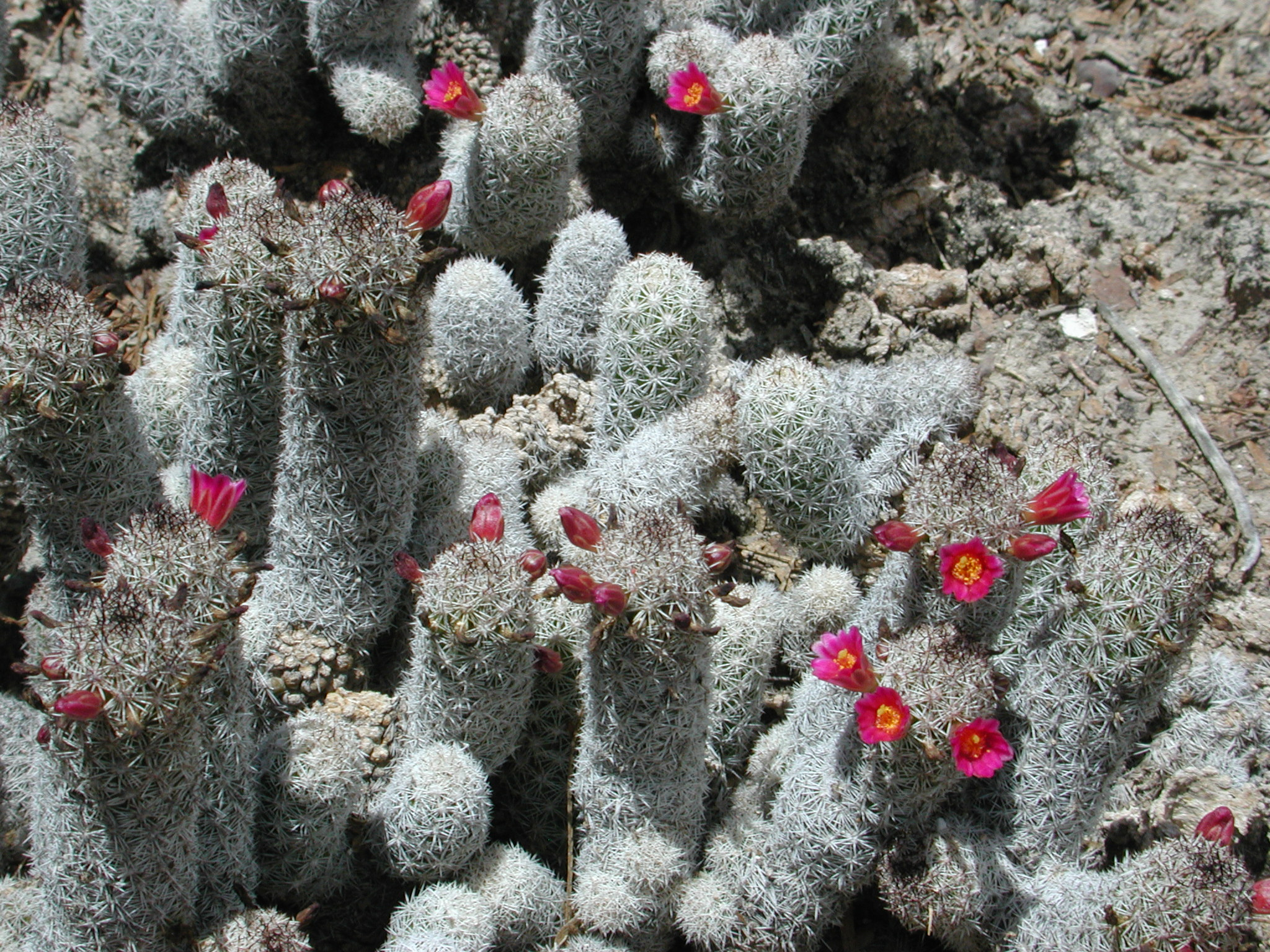